# Gamma Persei
Gamma Persei is een dubbelster in het sterrenbeeld Perseus. De helderste ster, Gamma Persei A, is een reuzenster, terwijl van de zwakkere ster in het systeem onduidelijk is of het een reuzenster subreus of hoofdreeksster betreft.